# Tina Holmes
Pour les articles homonymes, voir Holmes.
Tina Holmes, née le 13 juillet 1973 à New York, est une actrice américaine.

## Biographie
Tina Holmes est née le 13 juillet 1973 à New York.
D'abord étudiante à l'Ivy League, elle entra ensuite à Yale pour deux années avant de s'envoler pour Paris, où elle étudiera la littérature française à la Sorbonne. Revenue aux États-Unis, elle intégra l'université Brown, où elle obtint l'équivalent français d'une licence.
Elle retourna ensuite à Paris où elle exerça le poste d'assistante de recherches pour un documentaire sur le célèbre nouvelliste-poète-dramaturge Jean Genet.

## Filmographie

### Cinéma

#### Longs métrages
- 1998 : Edge of Seventeen de David Moreton : Maggie
- 1999 : 30 Days d'Aaron Harnick : Jenny
- 2000 : Godass d'Esther Bell : Katie
- 2000 : The Photographer de Jeremy Stein : Amy
- 2001 : Storytelling de Todd Solondz : Sue
- 2001 : Prince of Central Park de John Leekley : Annalisse Somerled
- 2001 : Seven and a Match de Derek Simonds : Ellie
- 2004 : Keane de Lodge Kerrigan : Michelle
- 2004 : Waking Dreams Becky
- 2005 : Pretty Persuasion de Marcos Siega : Nadine
- 2006 : Half Nelson de Ryan Fleck : Rachel
- 2007 : Shelter de Jonah Markowitz : Jeanne
- 2009 : A Good Funeral de David Moreton : Maude
- 2012 : Arcadia d'Olivia Silver : Maman (voix)
- 2012 : Buoy de Steven Doughton : T.C

#### Courts métrages
- 1996 : Ferrum 5000 de Steven Doughton : Une danseuse
- 2004 : Waking Dreams de John Daschbach : Becky

### Télévision

#### Séries télévisées
- 2001 : New York 911 : Mary Jane Richardson
- 2002 : Disparition (Taken) : Anne Crawford
- 2003 : Division d'élite (The Division) : Betty Wright
- 2003 : Urgences (ER) : Sharon Dressler
- 2003 : Amy : Tina Siegel
- 2003 : La Vie avant tout (Strong Medicine) : LeeAnn
- 2003 : New York Police Blues (NYPD Blue) : Lucy Wenner
- 2004 : Les Experts (CSI : Crime Scene Investigation) : Wendy Senteno
- 2004 : Dragnet (L.A. Dragnet) : Alex Lang
- 2004 - 2005 : Six Feet Under : Maggie Sibley
- 2005 : New York, unité spéciale (Law and Order : Special Victims Unit) (saison 7, épisode 8) : Cora Kennison
- 2005 : 24 Heures chrono (24)
- 2006 : Cold Case : Affaires classées (Cold Case) : Roween Ryan
- 2006 : Invasion : Mlle Wade
- 2006 : Grey's Anatomy : Rebecca Bloom
- 2006 : Close to Home : Juste cause (Close to Home) : Caroline Cummins
- 2006 : Vanished : Déborah Hensleigh
- 2007 : Prison Break : Kristine Kellerman
- 2009 : Three Rivers : Deb Avila
- 2010 : Persons Unknown : Moira Doherty
- 2011 : Dr House (House M.D) : Nadia
- 2011 : Leverage : Linda
- 2012 : Private Practice : Laurel
- 2014 : Parenthood : La mère de Kiara
- 2014 : Esprits criminels (Criminal Minds) : Ellen Connell
- 2018 : Chicago Med : Brittany Coleman